# Paitou
Paitou (kinesiska: 排头, 排头乡) är en socken i Kina. Den ligger i provinsen Hunan, i den södra delen av landet, omkring 77 kilometer söder om provinshuvudstaden Changsha. Antalet invånare är 53562. Befolkningen består av 26 236 kvinnor och 27 326 män. Barn under 15 år utgör 15,0 %, vuxna 15-64 år 72 %, och äldre över 65 år 12,0 %.
Genomsnittlig årsnederbörd är 1 784 millimeter. Den regnigaste månaden är maj, med i genomsnitt 354 mm nederbörd, och den torraste är oktober, med 38 mm nederbörd.